# Paratropes aequatorialis
Paratropes aequatorialis är en kackerlacksart som beskrevs av Henri Saussure 1864. Paratropes aequatorialis ingår i släktet Paratropes och familjen småkackerlackor. Inga underarter finns listade i Catalogue of Life.